# Terijaki

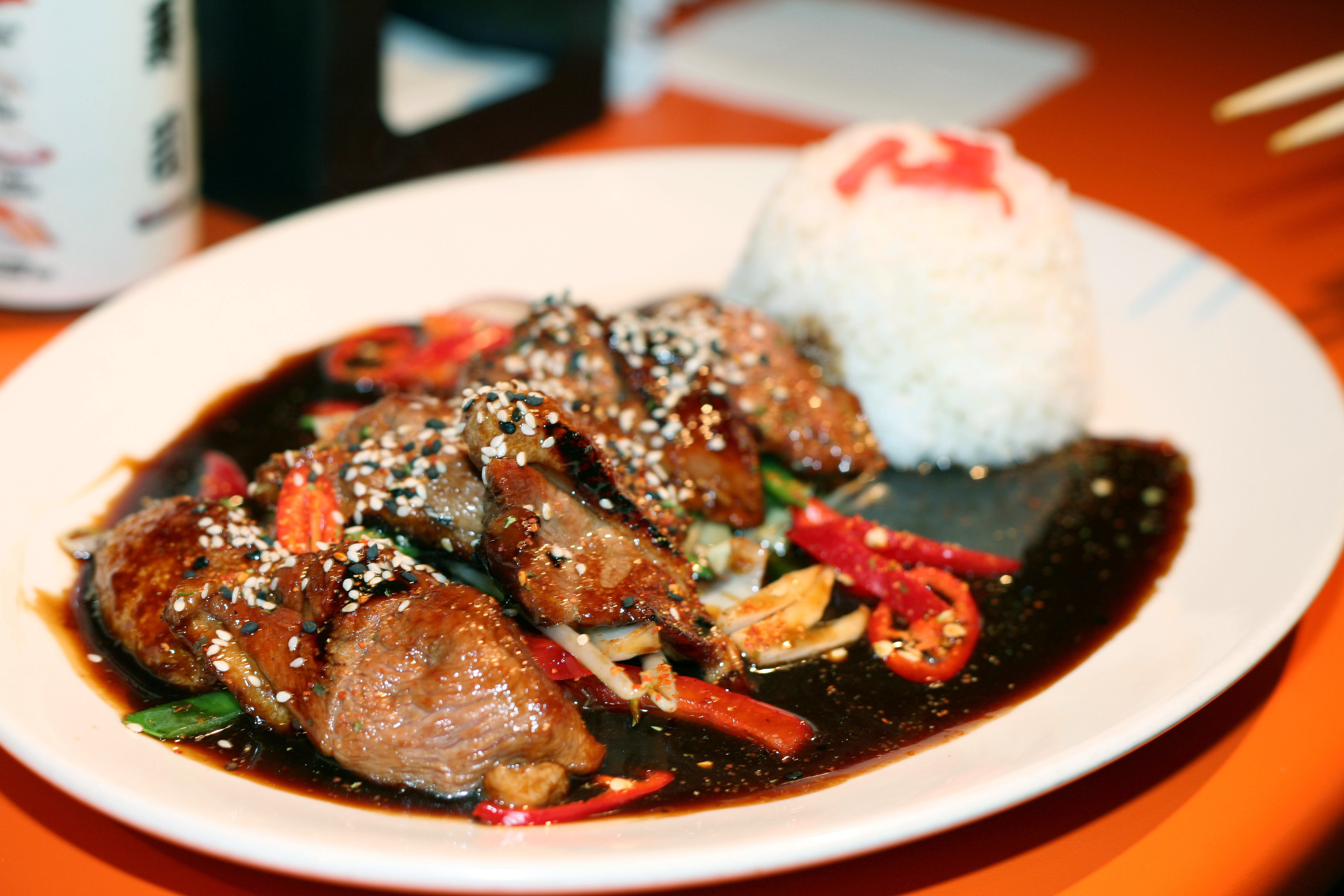
Terijaki kacsa

Terijaki: (kandzsi: 照り焼き; hiragana: てりやき) egy, a japán konyhában használatos főzési technika, amiben az ételt szójaszósszal, mirinnel és cukorral roston sütik vagy grillezik.

## Elnevezés és elkészítés
A terijaki szó a teri (照り) főnévből származtatható, ami a cukor adta csillogásra utal, ami a  tare (タレ), valamint a jaki (焼き), tehát a grillezés és roston sütés következtében jelenik meg. Hagyományosan a húst a főzés során többször is belemártják a szószba vagy átkenik vele.
A  tare (タレ) hagyományosan a szójaszósz, szaké vagy mirin, és a cukor vagy méz összekeveréséből és hevítéséből készül. A szószt felforralják, majd addig hűtik, amíg el nem érik a kívánt sűrűséget, ezután a hús marinírozására használják, amit utána vagy grilleznek vagy roston sütnek. Néha gyömbért is adnak hozzá, az elkészült ételhez pedig tálalhatnak póréhagymát köretnek.

## Felhasználás
Japánban főleg a hal – például a nyársorrú hal, lazac, pisztráng, makréla – az elterjedt, míg a fehér és vörös húsok, mint a csirke, disznó, bárány és marha Nyugaton népszerűek. Japánban emellett felhasználnak még más összetevőket is, mint például a tintahal, a hamburger steak és a húsgombóc.

## Terijaki szósz
Észak-Amerikában mindent, ami a terijakihoz hasonló szósszal készül (gyakran még a szaké külföldi alternatívái is), vagy olyan összetevőket tartalmaz, mint például a szezám vagy fokhagyma (ami a japán tradicionális konyhában nem megszokott), terijakinak hívják. Alkalomadtán ananászlevet is felhasználnak hozzá, ami nem csak édes ízt kölcsönöz az ételnek, de bromelaint is tartalmaz, amely enzim segít a hús puhításában. További nem tradicionális elkészítési mód, ha elsőnek a húst grillezik meg, és csak utána öntik rá a szószt pácként. Terijaki szószt használnak még néha csirkeszárnyhoz vagy mártásként.

## Terijaki burger
A terijaki burger (テリヤキバーガー) a hamburgerek azon változata, ahol a burgerek tetejére terijaki szószt öntenek, vagy a szószt a húspástétomba dolgozzák.

## Fordítás
- Ez a szócikk részben vagy egészben az Teriyaki című angol Wikipédia-szócikk ezen változatának fordításán alapul.  Az eredeti cikk szerkesztőit annak laptörténete sorolja fel. Ez a jelzés csupán a megfogalmazás eredetét és a szerzői jogokat jelzi, nem szolgál a cikkben szereplő információk forrásmegjelöléseként.